# Едвард Макука Нколосо
Едвард Фестус Макука Нколосо (англ. Edward Festus Mukuka Nkoloso; 1919 — 4 березня 1989) — замбійський педагог і громадський діяч, ветеран Другої світової війни і борець за незалежність Замбії.

## Біографія
Під час Другої світової війни Едвард Нколосо був сержантом британських військ. Після війни він став перекладачем колоніальної адміністрації Північної Родезії. Він також був учителем початкових класів. Потім приєднався до антиколоніального руху. За цю діяльність був заарештований і ув'язнений в 1956 і 1957 роках. Після звільнення Едвард став співробітником служби безпеки Об'єднаної партії національної незалежності, яка, під керівництвом Кеннета Каунди, домагалася суверенітету країни і побудови в ній соціалістичного ладу «замбійського гуманізму». У 1960 році він заснував Національну академію наук, космічних досліджень та філософії Замбії. У 1964 році Нколосо брав участь в Конституційному конвенті (Установчих зборах), готував конституцію незалежної Замбії. Нколосо безуспішно балотувався на пост мера столиці Лусаки, підкреслюючи у своїй програмі важливість наукового прогресу. Він був призначений президентом Каунда в «Центр звільнення», в якому відстоював ідею державної підтримки знахарства. Подав у відставку в 1972 році. У 1983 році він отримав диплом юриста в Університеті Замбії. Нколосо також очолював Асоціацію колишніх військовослужбовців Ндоло і отримав почесний чин полковника армії. Помер 4 березня 1989 року і був похований з президентськими почестями.

## Космічна програма Замбії, афронавт Нколосо
На початку 1960-х років Едвард Макука Нколосо вирішив зібрати перший африканський екіпаж, який відправиться в космос. Більш того, в розпал космічної гонки між Радянським Союзом і Сполученими Штатами «Національне космічне агентство Замбії» під його керівництвом планувало обігнати обидві наддержави, першими побувавши на Місяці і навіть на Марсі. Планувалося, побудувавши ракету з алюмінію і міді, відправити в космос 17-річну дівчину Мату Мвамбву і двох котів. Учасників даної програми Едвард Нколосо називав придуманим нею терміном «афронавт».
Підготовку групи добровольців до космічного польоту Нколосо проводив на покинутій фермі в 7 милях від Лусаки. Програма тренувань включала в себе спуск з пагорба в цистерні з-під нафти, що, на думку ініціатора, повинно було імітувати перевантаження. Так він готував своїх підопічних до почуття невагомості під час польоту і входу в атмосферу, як і хитання на гойдалках з подальшим перерізанням мотузки. Крім того, розроблялося ходіння на руках, щоб застосовувати цю навичку на Місяці.
За запевненням Нколосо, займаючись дослідженнями Марса за допомогою телескопа у своїй таємній лабораторії за межами Лусаки, він виявив, що Марс заселений. Тому слід відправити туди місіонерів, щоб проповідувати християнство, і таким чином Замбія встановить контроль над «сьомим небом міжзоряного простору». При цьому він заборонив членам своєї місії силою нав'язувати корінним марсіанам християнство.
Установка для польотів в космос повинна була злетіти за допомогою системи катапульт. Перша «ракета» отримала назву «D Kalu-1» — на честь першого президента Замбії Кеннета Девіда Каунди. Журналістам була представлена бочка розміром 10 х 6 футів. За завіреннями Нколосо, готова до космічного польоту. Він також заявив, що запуск був запланований на 24 жовтня 1964 — День незалежності, і повинен був проводитися зі Стадіону незалежності.
На реалізацію своїх амбіційних планів ідеолог замбійської космонавтики запросив у ЮНЕСКО грант в розмірі 7 млн замбійських фунтів, а ще 1,9 млрд доларів — у «приватних зарубіжних джерел». Міністерство енергетики, транспорту і зв'язку Замбії підтвердило, що ці запити робилися від імені приватної особи, а не держави.
Так і не дочекавшись фінансування, «космічна програма» була згорнута. Держава вже давно дистанціювалася від цієї затії. Зарубіжні ЗМІ відверто висміювали космічні амбіції африканської республіки. Офіційно було заявлено, що програма закрилася через вагітність афронавтки, яку батьки відвезли в рідне село. Одержимий шпигуноманією Нколосо бачив за цим підступи американських і радянських шпигунів, які прагнули вкрасти його секрети і знищити «ракети».

## У популярній культурі
Майже 50 років по тому, в 2012 році, фотограф Христина де Міддел створила фотопроєкт «Афронавти» (Afronauts) в пам'ять про так і не реалізовану космічну програму Замбії, видавши зняті художні фотографії окремою книгою. Жодна з цих фотографій не зроблена в Замбії, вони знімалися в Іспанії, Італії, США та Палестині. Їй вдалося зібрати всього кілька документів про цю ініціативу. Короткометражний документальний фільм «Afronauts» режисера Френсіса Бодома був представлений на кінофестивалі Санденс у 2014 році. Замбійській космічній програмі присвячений фільм «Афронавт Нколосо».